# Krzysztof Niedziela
Krzysztof Niedziela (ur. 11 czerwca 1978 w Starogardzie Gdańskim) – polski siatkarz występujący na pozycji atakującego. 

## Życiorys
Absolwent II Liceum Ogólnokształcącego im. Ziemi Kociewskiej w Starogardzie Gdańskim z 1997.
Były zawodnik Płomienia Sosnowiec. Jest trenerem siatkarzy S.K.S Starogard Gdański i jednocześnie nauczycielem wychowania fizycznego. Trenuje zespół kadetów rocznika 2003.

## Kluby
| Klub                     | Kraj   | od   | do    |
| Płomień Sosnowiec        | Polska | 2002 | 2004  |
| JW Politechnika Warszawa | Polska | 2004 | 2006  |
| Jadar Sport Radom        | Polska | 2006 | 2007  |
| Płomień Sosnowiec        | Polska | 2007 | nadal |